# Benedetto Pistrucci

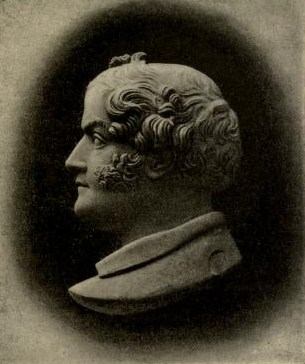
Camée de Pistrucci (env. 1850, par sa fille, Elisa)

Benedetto Pistrucci (29 mai 1783 - 16 septembre 1855) était un lapidaire et médailleur italien, surtout connu pour son dessin de Saint Georges et le Dragon pour le monnaie britannique. Pistrucci fut aussi chargé par le gouvernement britannique de créer la médaille de Waterloo, projet qu'il mit trente ans à terminer.
Né à Rome en 1783, Pistrucci a brièvement étudié avec d'autres artistes avant de partir seul à l'âge de 15 ans. Il s'est fait connaître comme sculpteur de camées et fut parrainé par la royauté. En 1815, il déménagea en Grande-Bretagne, où il vivra la plus grande partie de sa vie. Son talent lui a attiré l'attention des notables dont William Wellesley-Pole, Directeur de la Monnaie. Pole a embauché Pistrucci pour concevoir de nouvelles monnaies, y compris la monnaie nationale qui a été émise en 1817, avec des réactions mitigées. Bien que Pole ait probablement promis à Pistrucci le poste de Chef Graveur, le poste ne pouvait pas être attribuée à un sujet autre que britannique. Pistrucci en ressentit longtemps une rancœur.
Talentueux mais avec un fort tempérament, Pistrucci a refusé de copier et de graver le travail d'autres artistes. Quand, en 1823, George IV exigea qu'un portrait qu'il jugeait peu flatteur de lui sur une pièce de monnaie soit changé contre une nouvelle basée sur l'œuvre de Francis Chantrey, Pistrucci refusa et fut sur le point d'être licencié. La Monnaie ne le licencia pas, de peur que l'argent déjà dépensé pour la médaille de Waterloo ne soit perdu. Pistrucci conserva sa place à la Monnaie jusqu'à la fin de sa vie et termina la médaille de Waterloo en 1849 qui, en raison de sa grande taille, ne pouvait pas être frappé. Après la mort de Pistrucci, le dessin de St George et le Dragon a été rétabli sur le Souverain (pièce de monnaie), il est encore utilisé aujourd'hui.

## Enfance et début de carrière (1783–1815)
Benedetto Pistrucci est né à Rome le 24 mai 1783. Il est le second fils de Federico Pistrucci, juge supérieur de la Cour pénale supérieure sous le gouvernement papal, et d'Antonia (née Greco). Son frère aîné Filippo montra des qualités artistiques dès son plus jeune âge alors que Benedetto n'était pas enclin à étudier. Federico Pistrucci voulait que ses enfants suivent ses traces : il les envoya dans des écoles latines. Benedetto commença son éducation à Bologne, où la famille avait des propriétés. Mais, en 1794 la famille Pistrucci a été contrainte de déménager à Rome lorsque les troupes révolutionnaires françaises envahirent l'Italie et les enfants ont été inscrits au Collège romain.
Federico Pistrucci, qui, lorsqu'il était juge, avait poursuivi les partisans de la révolution française, se sentant menacé par l'avancée des troupes françaises vers Rome où se trouvait la famille Pistrucci, déménagea alors à Frosinone. Les deux garçons y suivirent les cours d'une école académique. Filippo eut des résultats scolaires suffisamment satisfaisants pour que son père l'autorisa à travailler avec un peintre nommé Mango. Privé de son frère, Benedetto déprima et fut finalement autorisé à travailler avec Mango. Là, il démontra rapidement son talent artistique. Mango parla à Benedetto de son frère, Giuseppe Mango, graveur de camées à Rome. Avec la paix signée entre le pape et les Français, la famille put y retourner, et Benedetto Pistrucci commença sa formation comme sculpture de camées. Il progressa rapidement et pris aussi des leçons du peintre Stefano Tofanelli. Giuseppe Mango se permit de vendre les sculptures de Pistrucci comme étant les siennes. Réalisant que ses œuvres étaient vendues comme antiquités contrefaites, Pistrucci commença à placer une marque secrète, la lettre grecque λ (lambda) sur ses créations. 

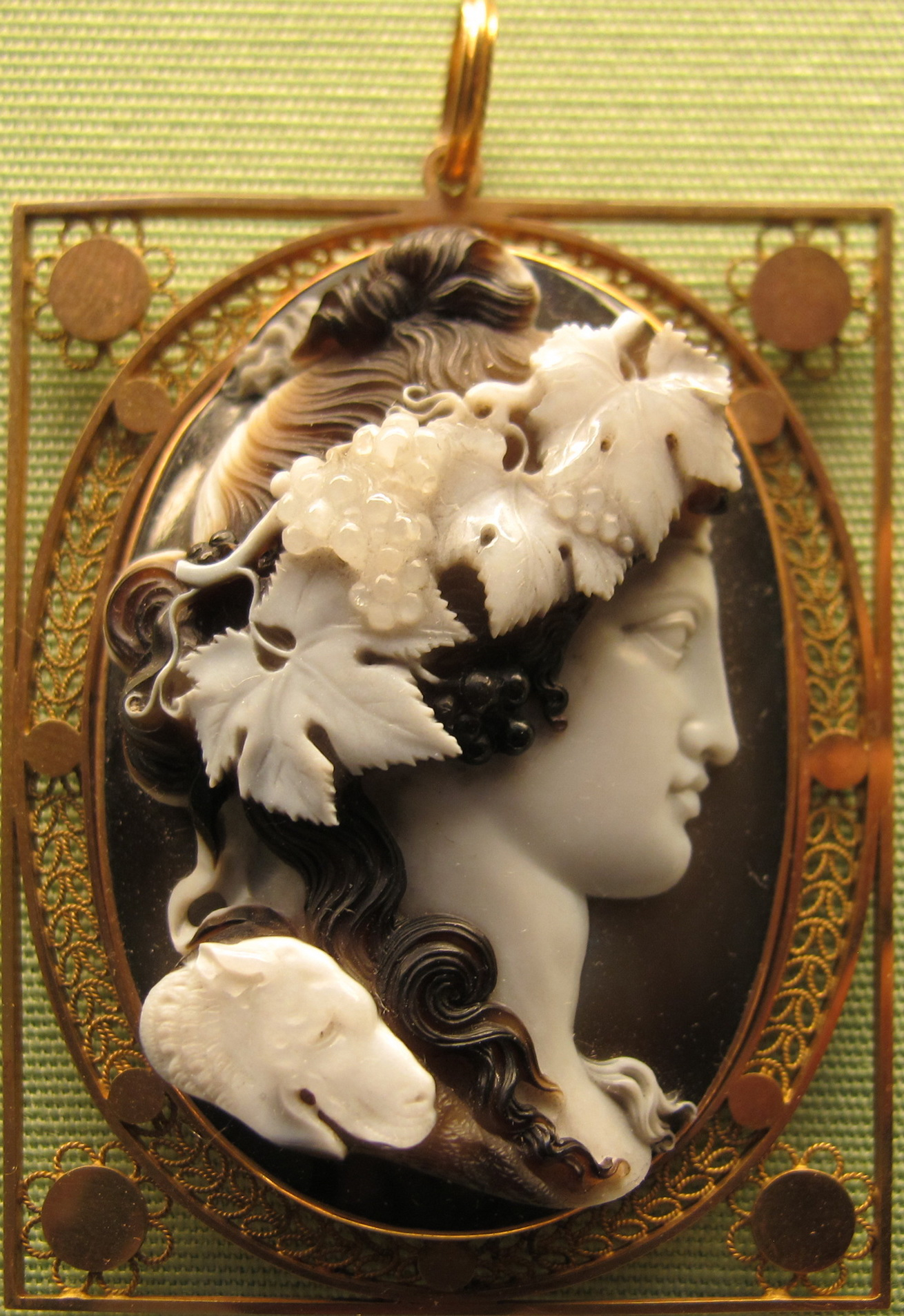
Camée de Pistrucci (1800)

Le talent évident de Pistrucci lui attira la jalousie de ses compagnons apprentis et l'un d'entre eux provoqua une querelle avec lui, allant jusqu'à le poignarder dans l'abdomen avant que Pistrucci n'ait pu parer l'attaque. Se reposant à la maison, il apprit à modeler la cire. Federico Pistrucci décida que son fils serait mieux avec un nouvel enseignant et lui a assuré un poste avec Giuseppe Cerbara, mais l'enfant refusa, pensant qu'il aurait à travailler dans de mauvaises conditions. Une place avec le sculpteur de gemmes Nicolo Morelli lui a été assurée et Pistrucci a aussi suivi les cours à l'école d'art scuola del nudo sur la colline du Capitole où, en 1800, il reçut le premier prix de sculpture. Pistrucci sentit que Morelli cherchait à tirer profit de ses compétences tout en le formant assez peu. Il quitta alors son poste à l'âge de 15 ans et travailla dès lors depuis la maison de famille. Il fut en mesure de payer le loyer car, dès le début, il eut d'importants revenus de ses camées.
Parmi les premiers clients de Pistrucci se trouvèrent deux des principaux marchands d'art de Rome, Ignazio Vescovali et Angelo Bonelli, et les trois sœurs de Napoléon, Elisa, Pauline et Caroline. Pistrucci gagna en importance en remportant un concours pour faire un calmée d'Elisa (la grande-duchesse de Toscane), travaillant presque sans arrêt pendant huit jours pour le terminer. La grande-duchesse fut tellement impressionnée par son travail qu'elle lui donna un studio dans son palais. Pistrucci se sentit alors assez en sécurité matérielle pour, en 1802, épouser Barbara Folchi, fille d'un marchand aisé ; ils eurent neuf enfants ensemble. Il continua de travailler à Rome, réalisant des camées et taillant des pierres précieuses jusqu'en 1814.

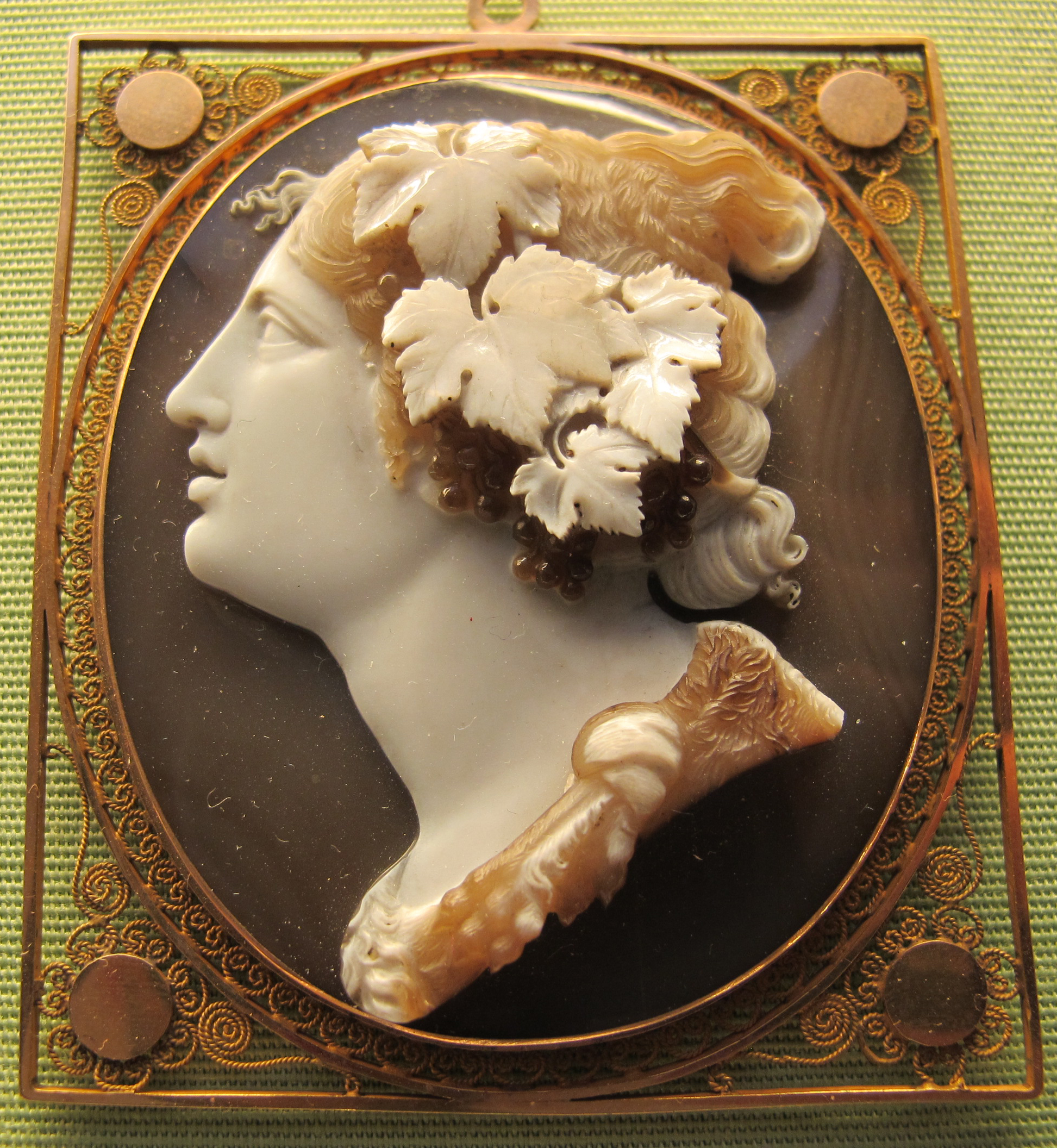
Camée, 1810

Revenant d'un voyage réussi en Grande-Bretagne en 1814, le marchand Angelo Bonelli proposa que Benedetto Pistrucci le suive pour son voyage suivant en Angleterre, lui assurant que son avenir d'artiste était là-bas. Pistrucci se trouva disposé à y aller et, après avoir fait des provisions pour sa famille, quitta Rome avec Bonelli. Ils s'arrêtèrent d'abord à Pérouse pour que Pistrucci puisse dire adieu à son frère Filippo, mais ils le trouvèrent disposé à les accompagner. À Turin, Filippo Pistrucci se persuada qu'il ne fallait pas faire confiance à Bonelli et en discuta avec son frère. Lorsqu'ils arrivèrent à Paris en décembre 1814, les frères refusèrent d'aller plus loin avec Bonelli et, après avoir proféré des menaces, le marchand finit par partir et les abandonna. Filippo retourna aussi bientôt en Italie mais Benedetto Pistrucci s'aperçut que son nom et son art étaient connus à Paris et se mit au travail. Il était là quand Napoléon revint de l'Île d'Elbe, au début des Cent-Jours. Il travailla, se tenant à l'écart de la guerre et sans en être affecté. Il vit Napoléon dans un jardin et, ayant toujours une boule de cire avec lui, modela tranquillement le portrait de l'empereur ce qui fut le dernier de lui fait en Europe. Après la bataille de Waterloo en juin 1815, Pistrucci commença ses préparatifs pour se rendre en Grande-Bretagne mais ce n'est que le 31 décembre qu'il y arriva.

## Vers la célébrité (1815-1819)

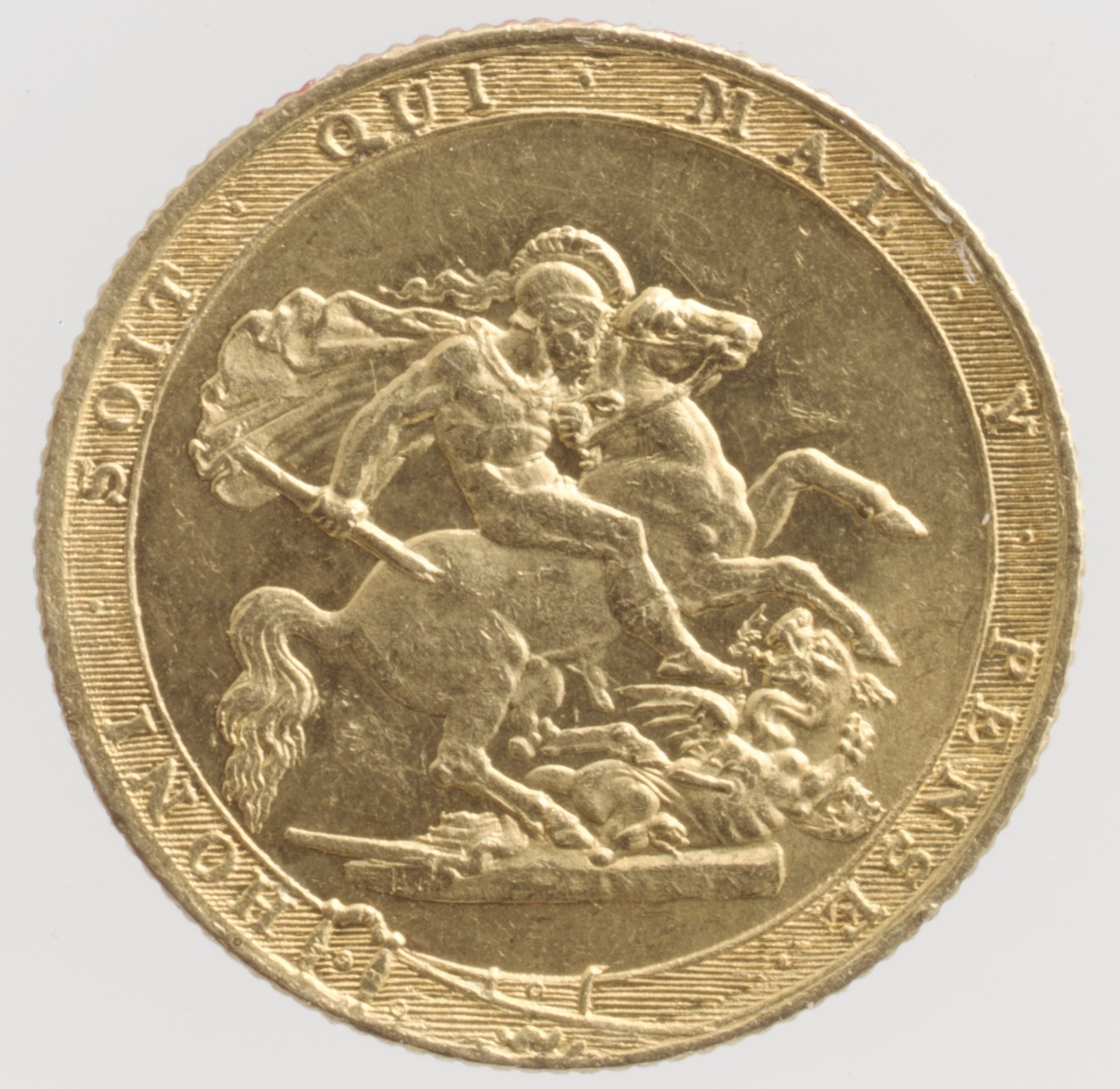
Revers du Souverain de 1817

À son arrivée à Douvres, Pistrucci eut des difficultés aux douanes, peut-être causées par la malveillance de Bonelli. Dès qu'il le put, il se rendit à Londres. Il avait des lettres de présentation auprès de plusieurs personnes et Charles Konig, conservateur des minéraux au British Museum, se révéla être un ami fidèle. Grâce à Konig, Pistrucci rencontra le célèbre naturaliste, Sir Joseph Banks, qui chargea l'artiste de faire son portrait. Alors que Banks était assis pour Pistrucci, le spécialiste Richard Payne Knight vint, désireux de montrer à Sir Joseph un fragment de camée qu'il avait acheté et qu'il pensait daté de la Grèce antique. Après que Banks en eut fait l'éloge, Pistrucci, en l'examinant, l'identifia comme étant son propre travail et le prouva en montrant la marque secrète qu'il avait placée dessus. Cet incident, qui aurait pu vexer Banks et Knight, lui permit d'asseoir la bonne réputation de Pistrucci à Londres.
Pistrucci fut présenté à Lord George Spencer et son épouse Lady Spencer, par Banks. Lady Spencer montra à Pistrucci un modèle de Saint Georges et le Dragon de Nathaniel Marchant et lui demanda de le reproduire dans le style grec dans le cadre des décorations de son mari comme chevalier de la Jarretière. Benedetto Pistrucci avait déjà pensé à une telle œuvre et il produit le camée. Comme modèle pour le saint il prit un serveur italien de l'hôtel Brunet à Leicester Square, où il avait séjourné après être venu à Londres.
Sir Joseph chargea Pistrucci de créer un camée du roi George III. Comme le roi était atteint de porphyrie, Pistrucci modela le portrait à partir d'une pièce de trois shillings de Marchant et le coupa en jaspe rouge pour un montant de 50 guinées. Banks montra le camée à William Wellesley-Pole, frère aîné du duc de Wellington et Directeur de la Monnaie. Ce dernier fut très impressionné par la qualité du travail. À cette époque, la Monnaie royale se préparait à émettre de nouvelles pièces en or et en argent dans le cadre de la réforme monétaire de 1816 (Great Recoinage de 1816) et, en juin de la même année, Pole décida d'embaucher Pistrucci pour fabriquer des modèles en pierre pour la nouvelle monnaie qui pourrait être convertie en matrices d'acier par les graveurs de la Monnaie.
Le directeur de la Monnaie, Wellesley-Pole, lui demanda de créer trois portraits du roi de différentes tailles. Seuls deux ont été utilisés, un pour l'avers de la demi-couronne et l'autre pour le shilling et six pence. Les deux portraits ont été adaptés par Thomas Wyon, de la Monnaie, il les a alors gravés dans l'acier. Le portrait présent sur la demi-couronne de 1816 fut rapidement surnommé la "tête de taureau" du roi, elle était détesté de la population. Il fut remplacé par un autre en 1817. La critique exaspéra Pistrucci et l'Italien reprocha à Wyon d'avoir gâché son œuvre. Il commença alors à apprendre à graver dans l'acier lui-même.
Pistrucci termina le travail de Lady Spencer sur Saint Georges et le dragon en style grec. Selon plusieurs témoignages, cela l'inspira pour les pièces de monnaie anglaises. Pistrucci suggéra à Pole que le saint parton de l'Angleterre, Saint Georges pourrait être un sujet approprié pour le souverain, une nouvelle pièce d'or, équivalent à une livre, qui devait être frappée. Jusqu'au début du 20e siècle, les pièces d'or étaient frappées pour la circulation courante, plutôt que comme pièces d'investissement. Kevin Clancy, directeur du musée royal de la Monnaie, dans son volume sur l'histoire de la pièce de monnaie appelée le Souverain, avait des doutes sur le fait que la commission Spencer soit vraiment à l'origine de l'inspiration du dessin de Saint Georges et le Dragon que cette pièce a longtemps représenté et que l'idée ne soit même pas venue de Pistrucci. Clancy a fait valoir que de tels motifs étaient courants à l'époque et que l'histoire provenait de Pistrucci, qu'il considérait comme témoin peu fiable de son propre passé,.
C'est pour une somme de 100 guinées (105 £) que Benedetto Pistrucci créa le dessin du Souverain. Ne voulant pas le voir modifié, il le grava lui-même. Il représenta le saint chevauchant un fougueux destrier qui piétine le dragon blessé. Saint Georges a une lance cassée dans la main ; la pointe de la lance dans le corps du dragon et le reste de la hampe sur le sol. Le dessin original de Pistrucci, utilisé pour la monnaie usuelle en 1817-1819 a été repris par la Monnaie royale en 2017. Cet original porte le ruban de l'Ordre de la Jarretière entourant le dessin de saint Georges et du dragon, avec sa devise HONI SOIT QUI MAL Y PENSE. Le dessin, avec Saint Georges portant une épée plutôt qu'une lance, est généralement vu sur le Souverain, il a également été utilisé pour la Couronne à partir de 1818. Clancy nota l'implication du directeur de la Monnaie, Pole, tout au long du processus de conception de la couronne, « ce qui ressort, c'est la présence de Pole à chaque étape. Il a bombardé le jeune artiste de suggestions et d'instructions sur la façon dont le dessin devait être changé, de la forme de l'épée à la férocité perçue du dragon. » Pistrucci avait placé son nom de famille complet sur les deux faces de la couronne, ce en quoi il a été critiqué par la population, certains ont dit que le saint tomberait sûrement de cheval après le coup suivant.
Après la mort, en 1817, de Thomas Wyon Sr, graveur en chef de la Monnaie Royale (et père de Thomas Wyon qui avait adapté les dessins de Pistrucci), Pole offrit très probablement ce poste au graveur italien, avec un salaire de 500 £ par an. Cela s'accompagnait aussi d'une maison dans l'enceinte de la Monnaie. Cependant, il apparut bientôt qu'une loi votée sous Guillaume III interdisait aux étrangers d'occuper ce poste. Pole laissa donc le poste de graveur en chef de la Monnaie Royale vacant mais accorda à Pistrucci le traitement et les émoluments de cette fonction. Sir John Craig a écrit dans son ouvrage Histoire de la Monnaie royale : « L'arrangement n'a pas été mis par écrit et le malentendu était facile pour un étranger. Pole a catégoriquement nié tout engagement au-delà de la subvention en en faisant un salaire pour les dessins de pièces de monnaie ce qui revenait moins cher que le paiement des frais. L'Italien soutint avec insistance qu'il avait été attiré au service de la Monnaie par la promesse d'une nomination formelle au poste de graveur en chef. » Selon H.W.A Linecar dans son ouvrage sur les dessins et les concepteurs de pièces de monnaie britanniques, « l'arrangement aurait pu très bien fonctionner, même si ce n'était pas la procédure habituelle, si Pistrucci avait été autrement que lui-même.» Ne voyant pas d'officialisation de la fonction de graveur en chef, Pistrucci en ressentit une certaine rancœur.
En 1819, Benedetto Pistrucci reçut la charge de concevoir la médaille de Waterloo, une énorme pièce d'environ 5,3 pouces (130 mm) de diamètre que le gouvernement britannique envisageait d'attribuer aux généraux victorieux et aux responsables britanniques qui avaient vaincu l'Empereur Napoléon. Une telle médaille avait été proposée par le prince régent (futur George IV) peu après la bataille elle-même. Le traitement de Pistrucci pour ce travail fut de 2 400 £, l'acompte lui permit de faire venir sa famille d'Italie. La médaille était à l'origine censée être conçue par John Flaxman, mais Pistrucci refusa de graver le travail d'un autre artiste. Pole lui permit alors de concevoir sa propre médaille, une décision qui a monté le monde artistique londonien contre Pistrucci. C'était un travail gigantesque et Pistrucci mis 30 ans à concevoir la médaille et à la finaliser,.

## Conflit à la Monnaie (1820-1836)

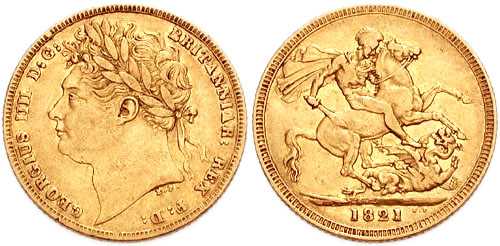
Souverain de l'époque George IV, avec la tête, si détestée, du roi

Après la mort de George III en 1820, Benedetto Pistrucci travailla le buste de monnaie du nouveau roi, George IV, en préparatif des futures pièces de monnaie. Mais le roi méprisait l'œuvre de l'italien lui reprochant notamment son visage gonflée — selon Clancy, « ses caractéristiques complètes impliquant quelque chose des appétits du monarque ».  Le roi et Pistrucci entrèrent également en conflit sur la médaille du couronnement, le roi s'opposant au fait d'être placé au même niveau que les représentations allégoriques de ses royaumes. Pour résoudre ce conflit, Pistrucci déclara: "J'élèverai Sa Majesté" ce qui fut fait. Le toupet du roi a également provoqué des difficultés dans le processus de gravure. Sur le monnayage, la représentation du souverain fut modifiée en enlevant sa jarretière et la lance cassée du saint fut remplacée par une épée. Ainsi, il est devenu très semblable au dessin actuellement utilisé sur les Souverains modernes mais avec l'absence d'une bannière sur le casque de Saint George. Cette version du revers a été frappée de 1821 à 1825, mais le dessin de Pistrucci sera par la suite absent du souverain de 1825 à 1874, après sa mort.
Consciente du mécontentement du roi George IV concernant son effigie sur les pièces, la Monnaie Royale a joué le temps. La démission de son directeur Wellesley-Pole en 1823 priva Pistrucci d'un ami et surtout d'un soutien à la Monnaie. Le sculpteur Francis Chantrey avait préparé un buste du roi que le monarque aimait. Il ordonna donc qu'il soit gravé sur la monnaie. Pistrucci refusa de copier le travail d'un autre artiste. La nouvelle monnaie fut tout de même gravée de 1823 à 1825, mais par l'assistant de Pistrucci, Jean-Baptiste Merlen, et par son concurrent au poste de graveur en chef, William Wyon; Pistrucci fut par la suite exclu du travail sur la monnaie. La Monnaie envisagea le renvoi de Pistrucci mais se rendit compte que, si cela devait arriver, les 1 700 £ avancés pour les frais et dépenses sur la médaille de Waterloo seraient probablement perdus : il conserva alors son poste et son salaire, à condition qu'il se concentre sur l'achèvement de la médaille. Malgré cela, en 1826, seule une partie d'une des deux faces avait été achevée. Bien que le retrait du dessin de Saint Georges et le Dragon du souverain après 1825 faisait plus partie d'une refonte générale de la monnaie que d'une attaque contre Pistrucci, selon Clancy, il « ne peut pas avoir masqué le sentiment qu'il a dû ressentir telle une marée se retournant contre lui".
La position de Benedetto Pistrucci entraîna un conflit à la Monnaie entre William Wyon et lui, cela impliqua parfois Merlen. Selon Graham Pollard dans l'Oxford Dictionary of National Biography, « le tempérament de Pistrucci n'a pas favorisé de bonnes relations avec ses collègues de la Monnaie ; l'insécurité de sa position là-bas a été aggravée par une campagne spasmodique mais amère menée dans les journaux par ses partisans et ceux de William Wyon." Chaque fois qu'un nouveau directeur de la Monnaie était nommé, Benedetto Pistrucci rappela la promesse de Wellesley-Pole sur sa nomination au poste de graveur en chef. En 1828 le directeur en exercice, George Tierney, élabora un compromis qui ne satisfit personne. son concurrent William Wyon fut nommé graveur en chef, comme son oncle (Thomas Wyon Sr) l'avait été auparavant, et Pistrucci obtint le poste de médailleur en chef. Les salaires des deux premiers postes de gravure étant répartis entre eux deux. Sur le salaire de 350 £ de Pistrucci, 50 £ étaient conditionnés à la formation d'apprentis. Pistrucci nomma successivement deux de ses fils mais l'allocation fut supprimée après 1830 lorsqu'il apparut que chacun d'eux résidait à l'étranger et qu'en plus l'un des deux n'était pas sujet britannique et donc non admissible à un emploi régulier à la Monnaie. Selon Pistrucci, l'arrangement était qu'il créerait des médailles qui pourraient être commandées par les organismes gouvernementaux et qu'avec chaque médaille il y aurait un traitement distinct en plus du salaire annuel,.
La situation fit que Pistrucci se retrouva avec peu de choses à faire à la Monnaie. Il créa plusieurs médailles, par exemple une petite médaille commémorative montée en anneaux pour le frère du roi, Frédéric, duc d'York, en 1827, qui était connu dans les cercles royaux. On lui a demandé aussi de concevoir la médaille du couronnement du roi Guillaume IV qui venait de monter sur le trône à la suite de la mort de George en 1830 mais, finalement, il refusa car on lui demandait de copier un buste réalisé par Francis Chantrey. De plus, le roi refusa de poser pour lui. Il créa, en 1830-1831, la Médaille pour long service et bonne conduite de l'armée. Cette médaille était la première médaille militaire non liée à une campagne de l'armée britannique. Il lui fallut douze mois pour la créer, une durée que Craig trouva excessivement longue. Il continua à travailler sur des camées et, toujours lentement, sur la médaille de Waterloo. Le biographe de Pistrucci, Michael A. March, a lié sa réticence à travailler sur la médaille de Waterloo à son mécontentement quant à son poste à la Monnaie, il pense que Pistrucci en avait peut-être conclu qu'il serait licencié s'il terminait la médaille. En 1836, le nouveau directeur, Henry Labouchère, déclara qu'il pensait que la médaille pouvait être terminée en 18 mois : il offrit à Pistrucci une somme d'argent s'il acceptait quatre apprentis et la terminait. Pistrucci refusa l'offre.

## Fin de carrière et mort (1837-1855)

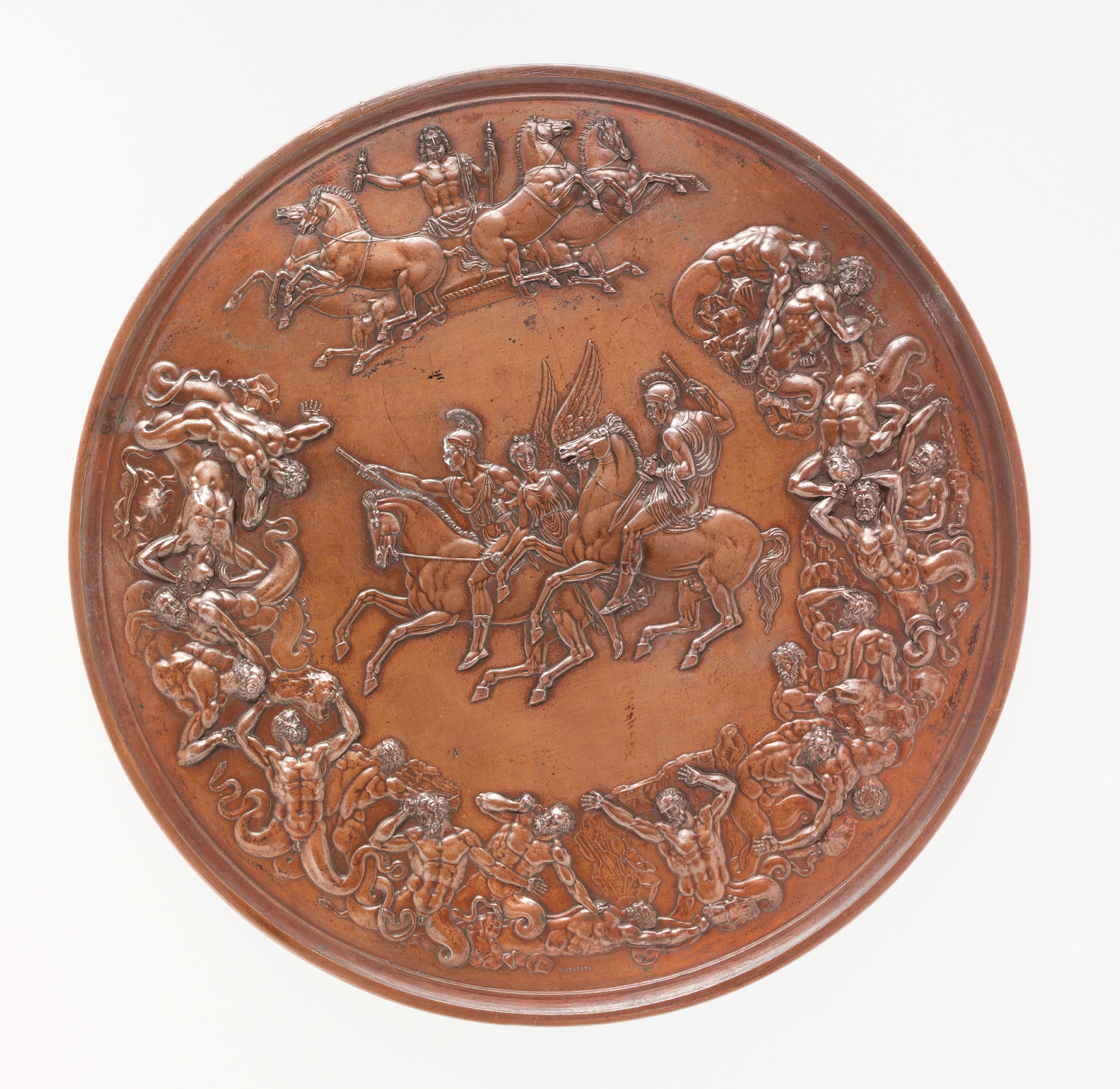
Médaille de bronze avec des figures allégoriques entourant deux figures équestres au centre.

Pistrucci entretint une relation amicale avec la princesse Victoria de Kent, la nièce et héritière présomptive du roi Guillaume, et réalisa plusieurs camées d'elle. Après avoir accédé au trône sous le nom de reine Victoria en 1837, Benedetto Pistrucci fut choisi pour sculpter sa médaille du couronnement. La reine lui accorda plusieurs séances de pose, il put ainsi réaliser son œuvre. Bien que la reine soit satisfaite du résultat, les critiques furent plus mitigées. Les critiques sur la médaille arrivèrent même jusqu'à la Chambre des communes. Lors de la séance des questions, Labouchère déclara que Pistrucci avait peut-être été malade. Joseph Hume estima que le revers n'était pas mieux fait que les médailles bon marché vendues dans les rues pour un sou chacune . En 1838, Pistrucci fabriqua le sceau en argent du duché de Lancastre, en utilisant un nouveau procédé par lequel le poinçon ou la matrice pouvait être coulé en métal directement à partir du moule original en cire ou en argile, plutôt que d'avoir à être copié par gravure et à la main. L'année suivante, Pistrucci partit pour Rome occuper un poste de graveur en chef à la monnaie papale, mais il revint à Londres quelques mois plus tard, jugeant le salaire trop faible.

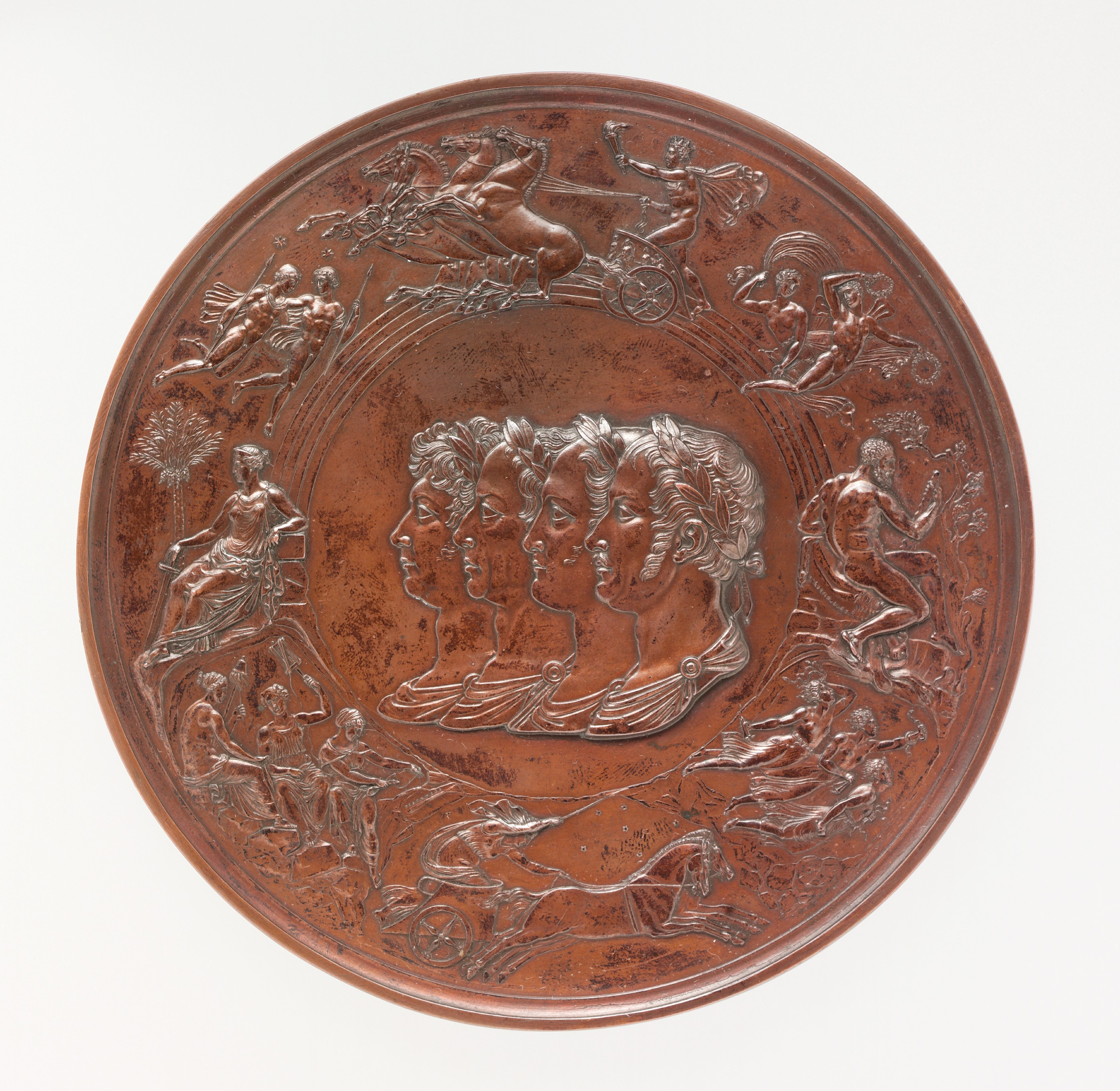
Médaille de bronze d'une complexité considérable, avec une série de figures allégoriques entourant les 4 bustes centraux représentant les généraux vainqueurs à Waterloo.

Au début des années 1840, la Cour des comptes remit en question le montant accordé à Pistrucci. En 1844, le directeur de la Monnaie, William Gladstone, rétablit le salaire de Pistrucci à hauteur de 350 £ et lui offrit 400 £ pour terminer la médaille de Waterloo. Pistrucci déplaça sa résidence de la Monnaie sur Tower Hill à Fine Arts Cottage, Old Windsor, et se mit au travail plus sérieusement. Il fut ralenti par des blessures dues à une chute et ce ne fut que début 1849 qu'il soumit les matrices de la médaille, et put percevoir le solde de 1 500 £. Les matrices étaient si grandes que personne à la Monnaie royale n'était prêt à prendre le risque de les durcir et peut-être de gâcher trois décennies de travail. Ainsi, seules des impressions douces furent effectuées, sans médailles en or, argent et bronze comme prévu, bien que des répliques aient depuis été fabriquées à partir d'autres matrices. Le projet avait mis tant de temps à aboutir que même si le gouvernement avait frappé les médailles, il ne restait quasiment plus de récipiendaires. En effet, la plupart des généraux britanniques et dignitaires alliés qui devaient la recevoir étaient décédés à l'exception du duc de Wellington.
Le conflit entre Pistrucci et William Wyon se poursuivit jusqu'à la fin des années 1840 et se retrouva parfois jusque dans la presse. Cela contribua au sentiment que l'organisation et la gestion de la Monnaie n'était pas idoine. Une commission royale sur la réforme de la Monnaie royale fut établie en 1848. Pistrucci soumit un rapport dans lequel il régla quelques vieux comptes. Des réformes supprimèrent les postes de graveur en chef (Wyon décéda en 1851) et de médailleur en chef. Benedetto Pistrucci fut nommé modeleur et graveur de la Monnaie avec perception d'un salaire en plus du paiement pour tout travail effectué.
Pistrucci déménagea à nouveau en 1850 de Old Windsor à Flora Lodge (Englefield Green) près de Windsor, où il vécut avec ses filles Maria, Elisa et Elena, les deux dernières exerçant le métier de graveuse de pierres précieuses. Il continua à accepter des commandes privées pour des camées et des médailles. Malade, Pistrucci décéda d'une « inflammation des poumons » le 16 septembre 1855 et fut enterré à Christ Church, Virginia Water, dans le Surrey.

## Bilan

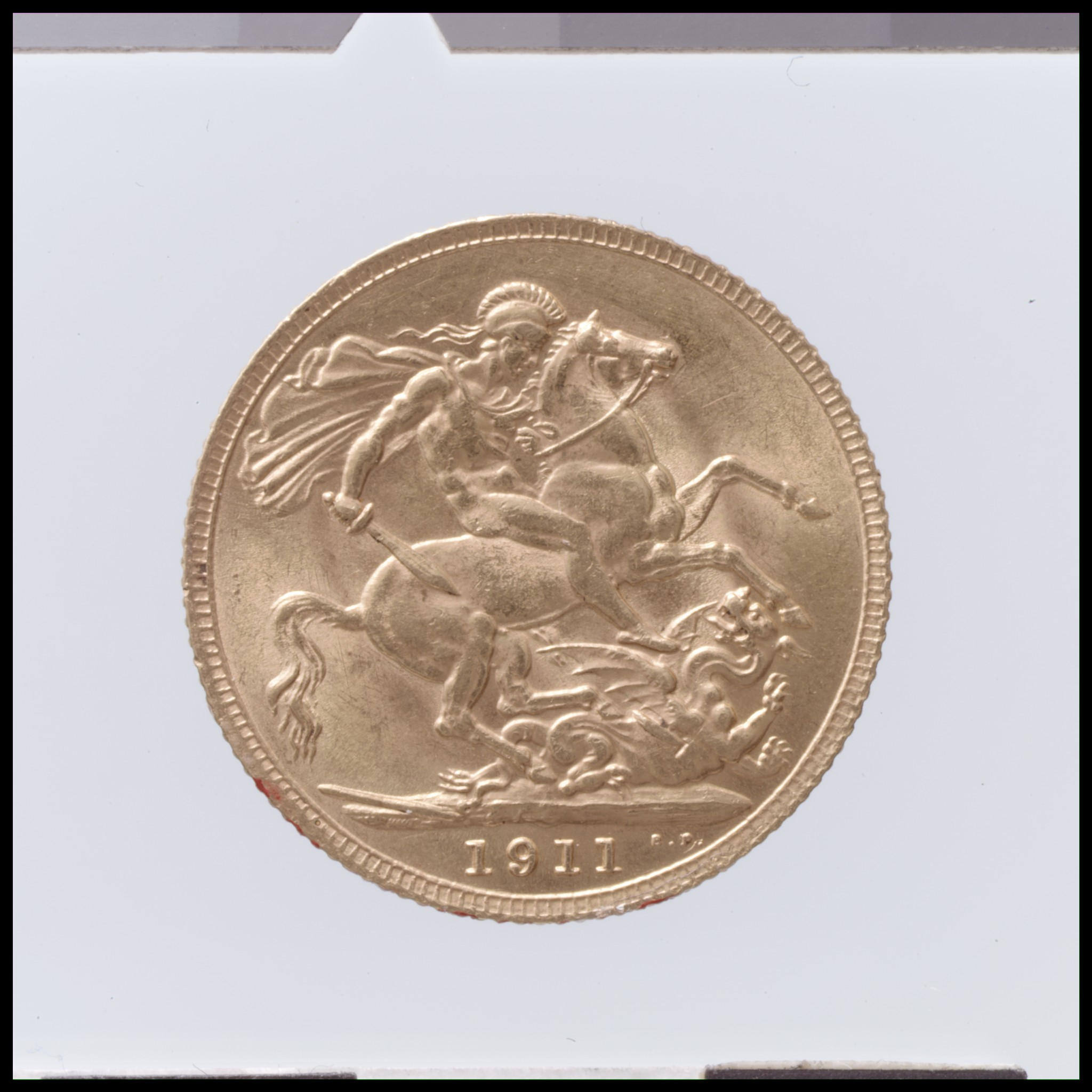
Revers d'un Souverain de 1911 (George V), montrant l'élément principal de la conception originale de Saint Georges et le Dragon de Pistrucci, de 1817

Le dessin de George et le Dragon pour le Souverain, par Pistrucci, est certainement celui qui restera le plus longtemps associé à son souvenir. Peu apprécié à l'époque et avec des détracteurs nombreux, ce dessin est désormais célèbre. Le maître en second de la Monnaie qui a restauré la matrice du souverain en 1871, Charles Fremantle, a déclaré que de son point de vue « il est difficilement possible de surévaluer les avantages d'une monnaie de conception artistique et bien exécutée ». En 1893, ce dessin de George et le Dragon était sur toutes les pièces d'or de Grande-Bretagne; L'Art Journal a décrit la conception de Pistrucci comme ayant « triomphalement résisté à l'épreuve du temps ». En 1996 encore, Marsh ajoute que, « c'est en effet un hommage que sa conception merveilleuse devrait encore orner la monnaie d'or de notre reine Élisabeth II actuelle. C'est l'une des plus belles de l'histoire de notre monnaie et a certainement résisté à l'épreuve du temps. Que cela continue longtemps. » Le dessin de Pistrucci a aussi été réutilisé puisqu'il est également apparu sur une pièce en argent de 20 £ commémorative de 2013 et sur la Couronne en 1818-1823, 1887-1900, 1902 et 1951 preuve de sa longévité. 
Roderick Farey a publié plusieurs articles biographiques sur Benedetto Pistrucci et le décrit comme « un Italien au tempérament fougueux, il a eu de nombreux conflits avec les autorités mais personne ne pouvait douter de son génie d'abord en tant que tailleur de camées et plus tard en tant que graveur et médailleur ». Ces désaccord forts et cette lenteur évidente pour terminer ses travaux (surtout la Médaille de Waterloo dont la plupart des récipiendaires possibles sont décédés) ont été souvent les sources faciles de critiques par ceux qui ont écrit sur ses œuvres. Howard Linecar, qui a rédigé et publié un ouvrage sur les conceptions de pièces de monnaie britanniques et leurs concepteurs a écrit : « il ne fait aucun doute que Pistrucci a considéré la coupe de ces matrices comme un contrepoids dans ses efforts incessants pour obtenir le poste de graveur en chef à la Monnaie royale... Tout compte fait, il est peut-être juste de dire que Pistrucci, s'étant probablement vu promettre ce qu'il n'aurait pas pu avoir ... a tiré la dernière goutte de sang de la situation. » Cette promesse de poste alors qu'il était étranger et qui a été l'objet de désaccords et de litiges avec des concurrents à ce même poste a entraîné la controverse sur le personnage de Benedetto Pistrucci. Selon Clancy qui souligne la dualité avec William Wyon « Avec un grand talent peut souvent venir la controverse, tout au long de sa carrière, Pistrucci a été acclamé et vilipendé dans une égale mesure, maintenant des relations tendues avec ses collègues, surtout avec son collègue graveur William Wyon." Craig, plus draconien et incisif, a conclu, "En dehors de la conception de George et Dragon, qui était moins estimée alors qu'aujourd'hui... les œuvres de cet artiste à la Monnaie, contrairement à ses commandes privées, ont été des échecs". 
Pollard a souligné les qualités artistiques et professionnelles de Pistrucci et a déclaré que la médaille de Waterloo, «montre la maîtrise de Pistrucci des différents types (ou figures) de camées, une compréhension du langage figuré de la Renaissance romaine et une appréciation du relief sculpté antique-ses types, néanmoins, étaient toujours originaux». Marsh a également fait l'éloge de cette même médaille : « aucune meilleure œuvre de gravure ou de dessin en taille-douce n'a sûrement jamais été vue avant ou depuis. Il contient jusqu'à trente médailles de taille ordinaire et cela à lui seul, soit plus que la plupart des médaillés obtenus au cours d'une vie. » La médaille de Waterloo, l’œuvre de presque toute une vie, en tout cas de toute sa vie « anglaise », est ainsi considérée par beaucoup comme un chef-d'œuvre à égalité avec son St George et le dragon. 
Farey a conclu ainsi son étude de Pistrucci,

« De son propre aveu, Benedetto Pistrucci se disputait volontiers avec ses pairs et ratait des travaux en refusant catégoriquement de copier les dessins d'un autre artiste. Il reste une figure énigmatique dont le génie est représenté en particulier dans la médaille de Waterloo et survit encore aujourd'hui dans son interprétation de St George et le Dragon. »

## Galerie

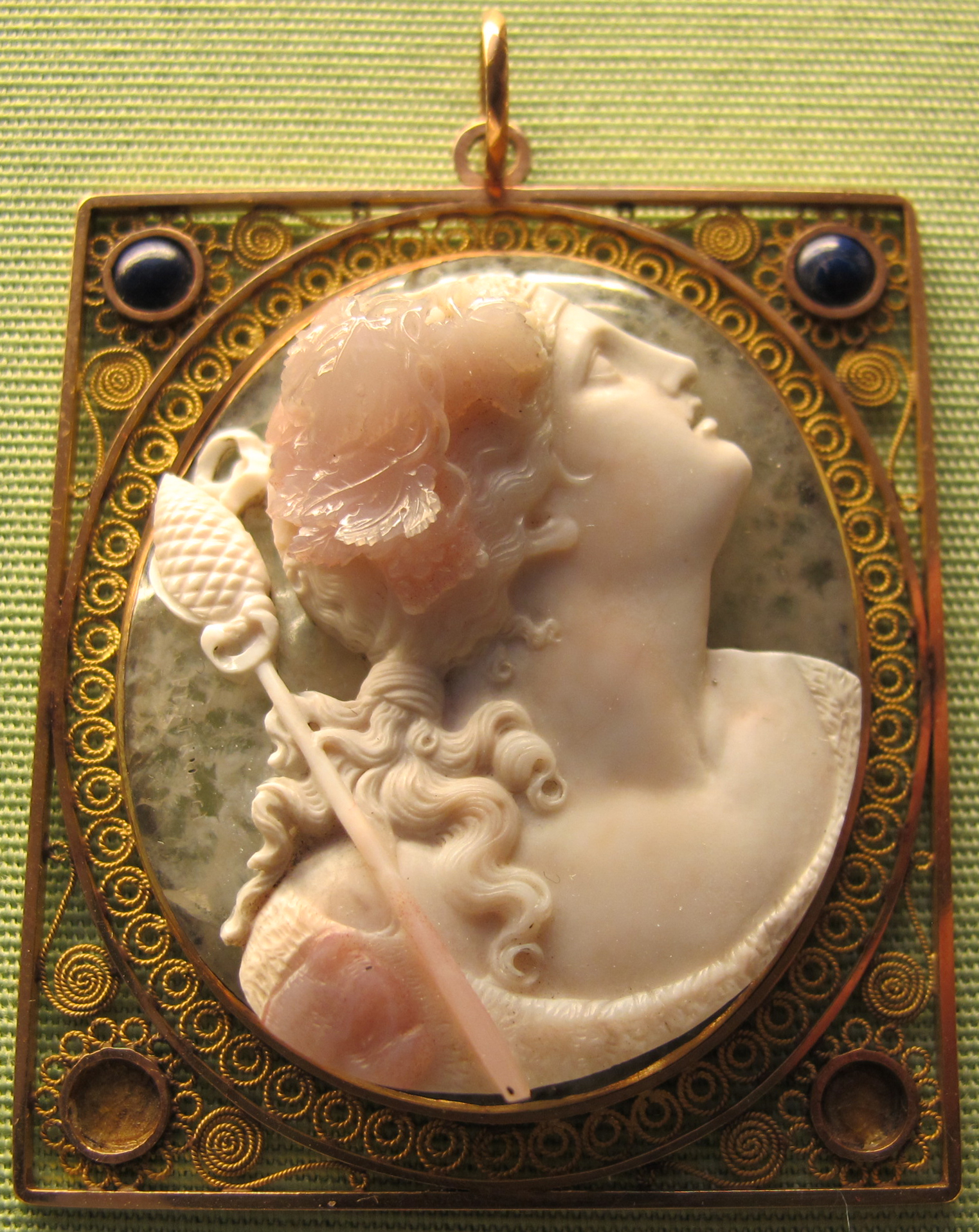
Camée, 1810
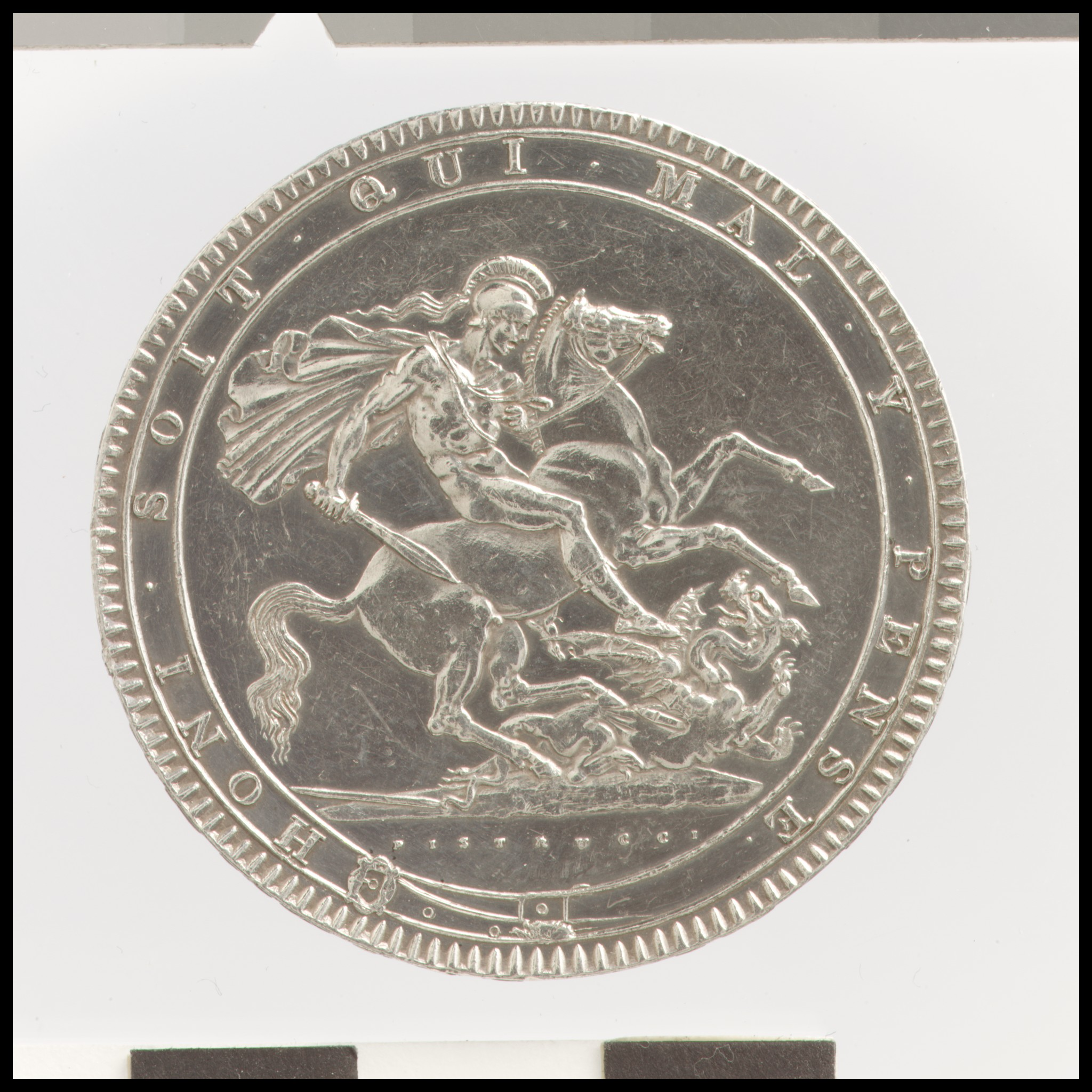
Couronne de 1819
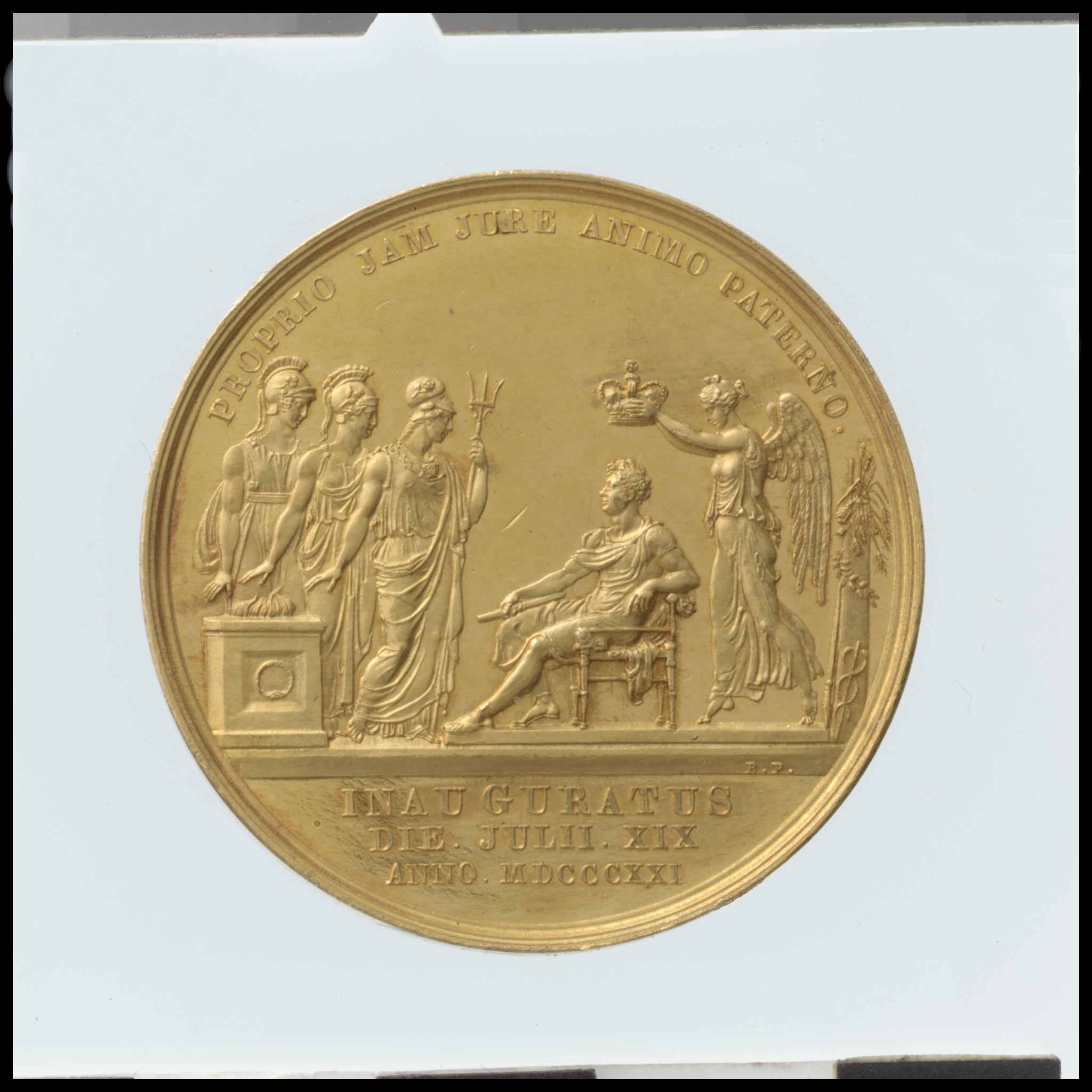
Médaille du couronnement de George IV (1821). Remarquez le roi surélevé.
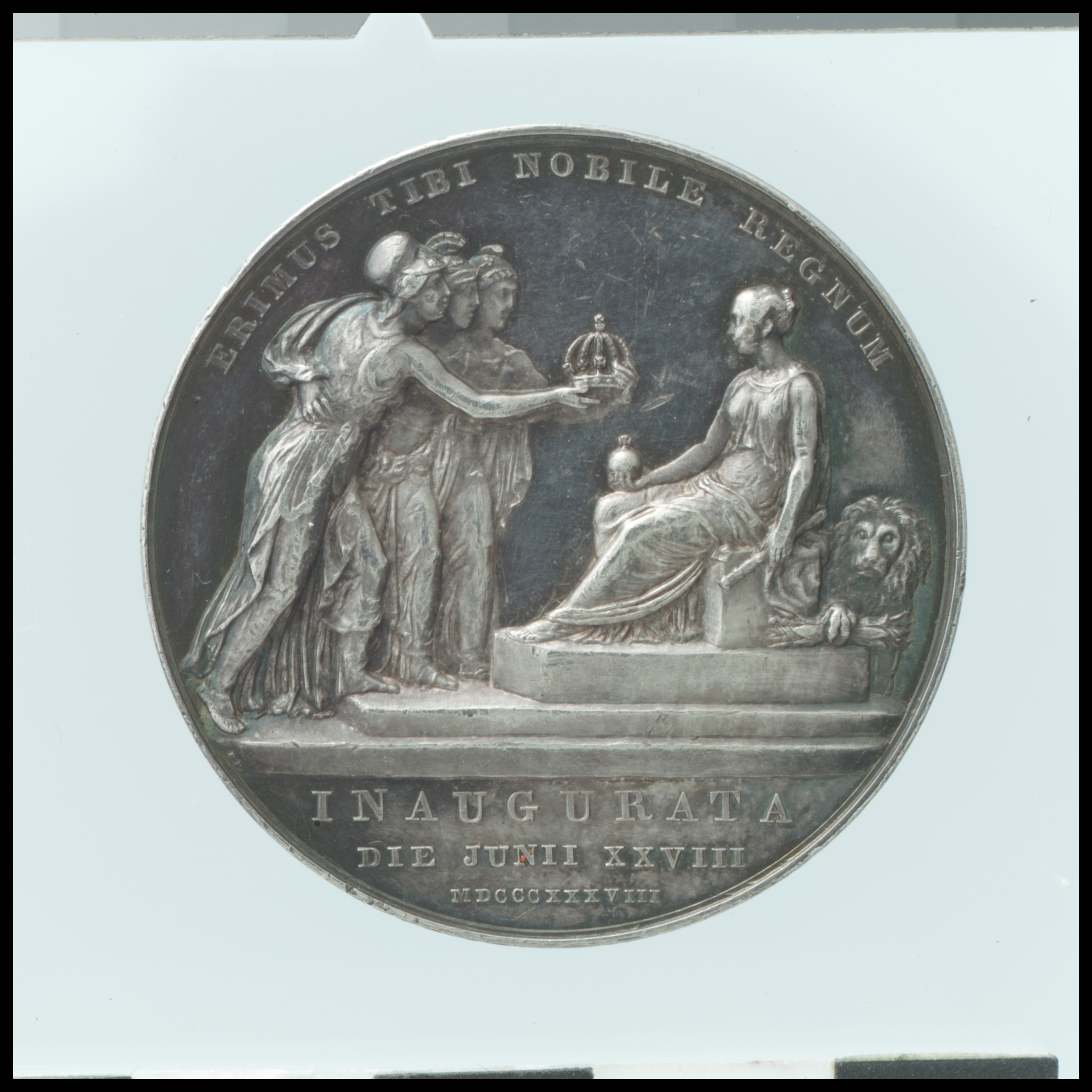
Projet du couronnement de Victoria (1838) critiqué par Joseph Hume